# Callogorgia laevis
Callogorgia laevis är en korallart som först beskrevs av Thomson och Mackinnon 1911.  Callogorgia laevis ingår i släktet Callogorgia och familjen Primnoidae. Inga underarter finns listade i Catalogue of Life.